# John Mugabi
John Mugabi (ur. 4 marca 1960 w Kampali) – ugandyjski bokser kategorii półśredniej. 
W 1978 otrzymał brązowy medal igrzysk afrykańskich. Na Letnich Igrzyskach Olimpijskich 1980 w Moskwie zdobył srebrny medal olimpijski.